# 안동김씨 양소당 별묘
안동김씨 양소당 별묘(安東金氏 養素堂 別廟)는 경상북도 안동시 풍산읍 소산리에 있다. 2017년 6월 21일 안동시의 문화유산 제110호로 지정되었다.